# Matty Niël
Jozef Mathieu ('Matty') Niël (Maastricht, 23 oktober 1918 - Sittard, 7 mei 1989) was een Nederlands (Limburgs) componist, muziekpedagoog en pianist. 

## Biografie

### Opleiding
Na het gymnasium aan het Henric van Veldekecollege in zijn geboorteplaats studeerde Niël piano bij Louis Closson en orgel bij Charles Hens aan het Koninklijk Conservatorium Luik. Hij ging ook naar Amsterdam om lessen te volgen bij de beroemde Russische pianist Alexander Borovski en compositielessen te nemen bij Henk Badings. Al in 1939 won hij de Borovsky-Prijs voor pianospel. Via geestverwant Henri Hermans leerde hij partituren van Arnold Schönberg kennen. Hij toog dan naar Wenen om er in de jaren 1941-1943 de twaalftoonsmuziek grondig te leren kennen bij Anton Webern. Deze ervaring was van beslissende betekenis in Niëls leven. Hij en Fré Focke waren de enige Nederlandse pupillen van Webern. In 1944 ging hij naar Parijs, waar hij de bevrijding meemaakte, om er kort te studeren bij Olivier Messiaen en Daniel-Lesur. Daarna vestigde hij zich als beroepsmusicus in Limburg.

### Activiteiten
Matty Niël was van 1946 tot 1953 medewerker van de Regionale Omroep Zuid. Daarna gaf hij les aan het Muzieklyceum Heerlen, aan de muziekschool Sittard en ook enige tijd aan het Leuvense Lemmensinstituut. Hij doceerde van 1964 tot 1978 compositie en muziektheorie aan het Conservatorium Maastricht. Leerlingen waren onder anderen Willem Dragstra, Jo Dusseldorp, Tonie Ehlen, John W.M. Slangen, Peter Soeters en André Stolwijk.  
In Limburg trad hij regelmatig op als dirigent en pianist. Herhaaldelijk soleerde hij in 1951 met het Maastrichts Stedelijk Orkest, waarbij Niël op één avond zowel Beethovens Pianoconcert Nr. 2 als Gershwins Rhapsody in Blue uitvoerde. Ook als begeleider in het Lied-repertoire was hij actief. Een opmerkelijke samenwerking vond plaats met de zeer populaire, doch vroeggestorven volkszanger Jo Erens, de 'Limburgse troubadour'.
Mede door deze activiteiten was Niël geruime tijd de spil van het Limburgse moderne-muziekleven. Geregeld kreeg hij compositieopdrachten en stipendia. In 1956 ontving hij de Culturele Prijs van Limburg. Hij was lid van de International Webern Society en verleende 1972-1974 medewerking aan een Duitse documentaire over Webern.

### Postuum
- In 1991 werd een Stichting Matty Niël opgericht.
- In 1993 werd het Matty Niël Consort opgericht, dat, in overeenstemming met Niëls opvattingen, werken uit zowel de Eerste Weense School als de Tweede Weense School uitvoerde.

## Werk
Als componist was Matty Niël geen voorstander van de weg die sommige avant-gardecomponisten, onder wie Karlheinz Stockhausen en Pierre Boulez en hun Nederlandse volgelingen, na de Tweede Wereldoorlog insloegen. Zij beriepen zich op het voorbeeld van dezelfde Anton Webern die Niëls leidsman was geweest. Het sterk op constructie en techniek gerichte serialisme als uiterste consequentie van het twaalftoonssysteem sprak hem niet aan, omdat het volgens hem gebaseerd was op een verwrongen visie op de twaalf tonen en hoe hiermee te componeren. Niël koos, binnen een duidelijke muzikale structuur, principieel voor het persoonlijke element in de muziek. Hij gebruikte daarbij alle muzikale vormen die ter beschikking stonden, zoals kinderliedjes, carnavalsmuziek of gregoriaanse muziek en citeerde graag uit het werk van andere componisten.

## Uitspraken
- "Muziek wordt gedacht"
- "Er bestaat eigenlijk geen verschil tussen hoofd- en bijzaken"
- Over Schönbergs Harmonielehre: "Je kunt het lezen als een roman"
- "Geen enkele opdracht (waar ook ter wereld) houdt in dat een partituur [ ... ] het eigendom wordt van de opdrachtgever"
- "Muziek moet dialect worden, pas dan is er sprake van stijl".

## Trivia
Een andere muzikant onder de naam Math Niël die optrad als pianist, entertainer en maker van carnavalsliedjes, gaf weleens verwarring, temeer daar ook Matty Niël af en toe muzikale herinneringen aan Carnaval gebruikte als motieven voor zijn eigen composities.

## Composities
Niël schiep een uitgebreid oeuvre in bijna alle genres en voor vele combinaties. Deze lijst is selectief en benadrukt die veelzijdigheid.
- Degas-symfonie (1944, voor orkest)
- Ballet Fantasie (1946, voor orkest)
- Divertimento (1950, voor 3 blazers)
- Humoresque (1954, voor strijkorkest)
- Passacaille carnavalesque (1954, voor orkest)
- Capriccio voor viool (1954, viool solo)
- Blues (Thomas Merton) (1954, voor bas, celesta en orkest)
- Praeludium (1954, voor strijkkwartet)
- Drie liederen voor zang en piano (1955)
- Satz voor saxofoonkwartet (1955)
- Carnaval des animaux oubliés (1960, voor 2 piano's en slagwerk)
- Le Bateau ivre (Arthur Rimbaud) (1961, cantate voor tenor en orkest)
- 9 Motto's over een gegeven van A. Schönberg (1965, voor piano solo)
- 33 Variaties (1967, voor orkest)
- Les Adieux de Maestricht (1969, voor orkest)
- Erasmiana (1969, cantate voor sopraan, mannenkoor en orkest)
- Variationen und Fugen für die Orgel (1975)
- Wege. Opera naar Leonce und Lena van Georg Büchner (1978)
- Sonate für Bratsche (1980, voor altviool solo)
- Rückblicke (1983, concert voor piano en orkest)
- 2 Metamorphosen und Kehraus (1988, voor orkest)

Voorts ook bewerkingen van Bach, Gluck, Schubert, en Webern; verder enige Oudnederlandse liederen, kerstliederen, Limburgse liedjes en een Adventslied.

## Discografie
Composities van Niël zijn te vinden op de volgende cd's:
- Muziek uit de beide Limburgen
- Gestalten. Historische opnamen muziek Matty Niël uit het Archief Omroep Limburg (1949 - 1970)
- Four centuries of keyboard music. Performed by Peter Strijkers
- Serenade 1999
- Muziek wordt gedacht
- 5 Eeuwen Maastrichtse muziek
- Structuren in ontwikkeling
- Op maat. Ensemble 88 speelt werk van Limburgse componisten
- 150 jaar mannenkoorzang : religieuze muziek
- Latijnse Sferen (uitvoeringen door Hans Leenders van diverse orgelcomposities, waaronder Niëls 'Drei Choräle')[2]